# Vaccinium adenopodum
Vaccinium adenopodum är en ljungväxtart som beskrevs av Herman Otto Sleumer. Vaccinium adenopodum ingår i Blåbärssläktet, och familjen ljungväxter. Inga underarter finns listade i Catalogue of Life.